# Kinhütte
Kinhütte – prywatne schronisko turystyczne w Szwajcarii w masywie Alp Pennińskich, na zachodnim stoku Domu (grupa Mischabel, ramię Grabenhorn, 3372 m n.p.m.), nad miejscowością Randa (kanton Valais).

## Charakterystyka
Obiekt stoi na wysokości 2584 m n.p.m. Oferuje noclegi i restaurację (16 miejsc wewnątrz). Z tarasu widoczna jest panorama Alp, w tym Matterhornu.
Schronisko zostało zbudowane przez przewodników górskich z Randy i Täsch i początkowo służyło jako miejsce kwaterowania dla myśliwych, wędrowców i alpinistów. W latach 1950–1963 chata służyła jako mieszkanie dla robotników, którzy budowali ujęcie wody dla zbiornika Grande Dixence w Kingletscher. Od 1960 było rzadko używane. Obecnie stanowi punkt etapowy ścieżki Europaweg, a także punkt wyjścia na Dom, Täschhorn lub Grabenhorn.

## Dojście i otoczenie
Dojście z Randy zajmuje około trzy i pół godziny. W pobliżu znajduje się most Charles’a Kuonena (jeden z najdłuższych na świecie pieszych mostów wiszących) i schroniska Domhütte oraz Europahütte.